# Seventies
Seventies (engelska: "70-tal", här syftande på 1970-talet) är en svensk TV-serie från 2010, och en spinoff-variant på Sixties. Serien sändes i SVT och behandlar 1970-talets populärmusik.

## Avsnitt
- 1970 (sändes 17 juli 2010): Tema: Hårdrock
- 1971 (sändes 24 juli 2010): Tema: Singer-songwriter
- 1972 (sändes 31 juli 2010): Tema: Politiska texter
- 1973 (sändes 7 augusti 2010): Tema: Symfonirock
- 1974 (sändes 14 augusti 2010): Tema: Glamrock
- 1975 (sändes 21 augusti 2010): Tema: Reggae
- 1976 (sändes 28 augusti 2010): Tema: Internationellt kända svenska artister
- 1977 (sändes 4 september 2010): Tema: Disco
- 1978 (sändes 11 september 2010): Tema: Punk
- 1979 (sändes 25 september 2010): Tema: Arenarock

### Fotnoter
1. ↑  ”Sventies”. Svensk mediedatabas. 27 juli-25 september 2010. http://smdb.kb.se/catalog/search?q=Seventies+Hammarlund+typ%3Atv&sort=OLDEST. Läst 4 januari 2012.